# Dorcadion becerrae
Dorcadion becerrae är en skalbaggsart som beskrevs av Lauffer 1901. Dorcadion becerrae ingår i släktet Dorcadion och familjen långhorningar. Inga underarter finns listade i Catalogue of Life.